# Nucula crenulata
Nucula crenulata är en musselart som beskrevs av Arthur Adams 1856. Nucula crenulata ingår i släktet Nucula och familjen nötmusslor. Inga underarter finns listade i Catalogue of Life.